# Parlamento de Cataluña
El Parlamento de Cataluña (en catalán: Parlament de Catalunya; en aranés: Parlament de Catalonha) es, junto con la Presidencia de la Generalidad y el Consejo de Gobierno de Cataluña, uno de los tres órganos que componen la Generalidad de Cataluña, institución en la que está depositado el poder de autogobierno de la comunidad autónoma de Cataluña, en España. Representa al pueblo de Cataluña y ejerce la potestad legislativa, aprueba los presupuestos de la Generalidad y controla e impulsa la acción política y de gobierno. Actualmente se compone de 135 diputados, elegidos por un plazo de cuatro años mediante sufragio universal, libre, igual, directo y secreto.

## Historia

### Las Cortes Catalanas hasta 1714
Los primeros antecedentes de la institución parlamentaria catalana se remontan al siglo XI, con las asambleas de "Paz y Tregua" y la Corte Condal. Durante el reinado de Jaime I, la Corte Condal se transformó en las Cortes Generales de Cataluña, institución que se consolidó en reinados posteriores. Las Cortes Generales tenían tres brazos: el brazo militar, que reunía los representantes de la nobleza; el brazo eclesiástico, con los representantes de la jerarquía religiosa, y el brazo real, con los representantes de los municipios. Cabe decir que sectores muy amplios de la población no estaban representados.
En el siglo XIV, las Cortes Generales crearon la Diputación del General o Generalidad. Durante los siglos XVI y XVII, esta institución actuó como gobierno de Cataluña ante los monarcas de la Casa de Austria.
En el siglo XVIII, tras la guerra de sucesión española, el Decreto de Nueva Planta promulgado por Felipe V abolió cualquier institución catalana de autogobierno. No fue hasta el siglo XX que volvió a haber un órgano de autogobierno catalán, la Mancomunidad de Cataluña (1913-1925), que fue abolida por la dictadura de Miguel Primo de Rivera.

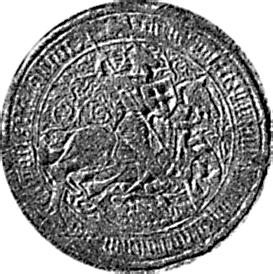
Sello de la Diputación del General del Principado de Cataluña de finales del que representa a su patrón portando el escudo de la Cruz de San Jorge que eran las armas de la Generalidad de Cataluña. En torno la leyenda: S(igillum) : CORTIUM : ET : PARLAMENTORUM : GENERALIUM : PRINCIPATUS : CATHALONIE ('Sello de las Cortes y el Parlamento del General del Principado de Cataluña').

Thomas Bisson afirma que desde tiempos antiguos los historiadores consideraron las Cortes Catalanas el verdadero modelo de parlamento medieval. De esta forma, el historiador del constitucionalismo inglés Charles Howard McIlwain escribió: "en la definición de organización y regularidad de procedimiento, ni el parlamento inglés ni los Estados Franceses se pueden comparar con las Cortes de Cataluña" del siglo XIV.

### El Parlamento de la Cataluña republicana (1932-1939)
En abril de 1931, se restauró —solo en nombre y como símbolo— la Generalidad de Cataluña, como órgano de gobierno provisional para Cataluña, hasta su establecimiento definitivo como órgano de autogobierno de la región autónoma por la ley de 15 de septiembre de 1932, cuando se promulgó el Estatuto de autonomía. Las primeras elecciones al Parlamento de Cataluña tuvieron lugar el 20 de noviembre de 1932, en las que Esquerra Republicana de Catalunya obtuvo mayoría absoluta, al conseguir 56 de los 85 escaños de la cámara. En la sesión constitutiva, que tuvo lugar el 6 de diciembre del mismo año, se eligió presidente de la Generalidad a Francesc Macià, que ocupó el cargo hasta su muerte en diciembre de 1933. Lluís Companys le reemplazó, salvo durante el periodo en que fue detenido, juzgado y condenado, hasta su ejecución el 1940.
La vida del Parlamento de Cataluña se vio gravemente alterada por los hechos del 6 de octubre de 1934, cuando se produjo la denominada "Revolución de 1934": en respuesta a la incorporación de miembros de la CEDA en el gobierno de la República, el gobierno de la Generalidad de Cataluña presidido por Lluís Companys proclama el Estado Catalán dentro de una República Federal Española, en la noche del 6 al 7 de octubre. Este hecho provocó la instauración del estado de guerra y la intervención del Ejército, que detuvo al presidente de la Generalidad Lluís Companys. La autonomía catalana fue suspendida por el Gobierno de la República y la Generalidad de Cataluña se sustituyó por un Consejo de la Generalidad designado por el Gobierno, en el que participaron diferentes dirigentes de la Liga Regionalista y el Partido Republicano Radical. La vida política quedó interrumpida en el Parlamento de Cataluña hasta 1936, cuando se retomó tras el triunfo del Frente Popular en las elecciones generales españolas de 1936.
Sin embargo, el retorno de la actividad parlamentaria fue breve ya que en julio de 1936 se inició la guerra civil española, que provocó muchas dificultades en el normal funcionamiento del Parlamento catalán entre 1936 y 1939. Finalmente, la ocupación de Cataluña por el ejército del general Francisco Franco en enero de 1939 supuso el cierre del Parlamento durante más de cuarenta años. Su edificio fue convertido en galería de arte y el hemiciclo, tapiado.

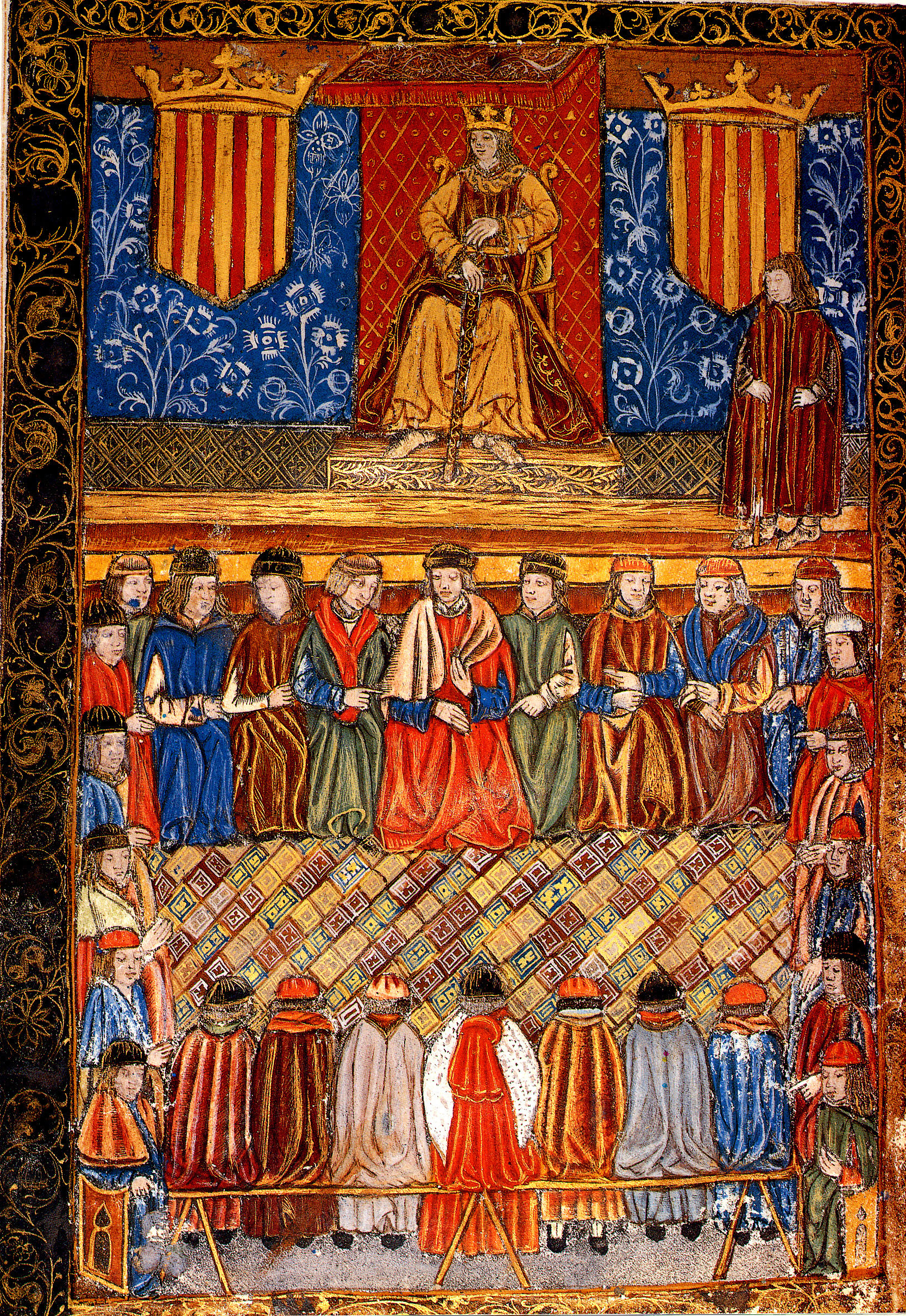
Fernando II de Aragón en su trono enmarcado por dos escudos con el emblema del señal real. Frontis de una edición de 1495 de las Constituciones catalanas.

### Del exilio al restablecimiento (1939-1980)
En la etapa entre 1939 y 1980, el Parlamento sobrevivió en el exilio. Durante este periodo, Josep Irla asumió automáticamente, en tanto que el presidente del Parlamento de Cataluña, la presidencia de la Generalidad, una vez fusilado Lluís Companys por el aparato del Estado en 1940. Tras la dimisión de este en 1954, fue elegido presidente el ex primer consejero Josep Tarradellas, que lo fue hasta las Elecciones al Parlamento de Cataluña de 1980.

### El Parlamento hoy (desde 1980)
El Parlamento actual se constituyó tras la restauración de la Generalidad de Cataluña, en 1977, y de la aprobación del Estatuto de autonomía de 1979. Las primeras elecciones al Parlamento de Cataluña restablecido tuvieron lugar el 20 de marzo de 1980 y la sesión constitutiva se produjo el 10 de abril del mismo año. La coalición de Convergència i Unió fue la fuerza más votada. En virtud de los respectivos acuerdos poselectorales alcanzados con Esquerra Republicana de Catalunya y Centristes de Catalunya, el Parlamento de Cataluña invistió a Jordi Pujol como nuevo presidente de la Generalidad de Cataluña, en sustitución del republicano Josep Tarradellas. Pujol fue repetidamente investido presidente de Cataluña tras todas las contiendas electorales en que encabezó la candidatura de Convergència i Unió.
En diciembre de 2003, pese a la séptima victoria (esta vez solo en escaños, pero no en votos) consecutiva de la federación de Convergència i Unió, el socialista Pasqual Maragall formó Gobierno gracias al apoyo de Esquerra Republicana de Catalunya y de Iniciativa per Catalunya Verds - Esquerra Alternativa.
Asimismo, en las elecciones de 2006 entró en el Parlamento una nueva formación política, Ciudadanos-Partido de la Ciudadanía, por lo que en la legislatura de 2006-2010 los partidos con representación parlamentaria fueron Ciudadanos-Partido de la Ciudadanía, Convergència i Unió, Esquerra Republicana de Catalunya, Iniciativa per Catalunya Verds - Esquerra Alternativa, Partido de los Socialistas de Cataluña y Partido Popular.
Las elecciones autonómicas del 28 de noviembre de 2010 dieron de nuevo la victoria a Convergència i Unió, esta vez con una mayoría suficiente para formar gobierno, por lo que su candidato y cabeza de lista por Barcelona, Artur Mas, fue investido como presidente de la Generalidad el 23 de diciembre de ese mismo año. Además de los partidos que ya habían tenido representación parlamentaria en el período anterior, también consiguió entrar en el Parlamento una nueva coalición de partidos independentistas, agrupados bajo el nombre de Solidaritat Catalana per la Independència y con el liderazgo de Joan Laporta.
Las Elecciones al Parlamento de Cataluña de 2012 correspondientes a la X legislatura se celebraron el 25 de noviembre de 2012, anticipadas más de dos años, ya que debían haberse celebrado el 28 de diciembre de 2014. Fueron anunciadas por el presidente de la Generalidad de Cataluña, Artur Mas, el 25 de septiembre de 2012. Artur Mas volvió a ser investido presidente, a pesar de que la coalición CIU se redujo a cincuenta escaños en este legislatura. La composición final de todos los partidos representados puede verse abajo.
Tres años más tarde, el presidente de la Generalidad de Cataluña anticipó una vez más las elecciones autonómicas con la intención de hacerlas plebiscitarias sobre la independencia de Cataluña. Para ello, diferentes partidos de ideología secesionista (CDC, ERC, DC y MES) se agruparon para formar la coalición Junts pel Sí (Juntos por el Sí). En estas elecciones, Junts pel Sí logró obtener una mayoría simple de escaños. Ciudadanos logró ser segunda fuerza política por lo que Inés Arrimadas se convirtió en líder de la oposición. También obtuvieron representación parlamentaria el PSC, CSQP, el PP y la CUP-CC. Este último obtuvo diez escaños, ocho de los cuales sirvieron para investir a Carles Puigdemont como presidente de la Generalidad de Cataluña, que luego tras su destitución, vía artículo 155 de la Constitución española, fijó su residencia en la ciudad de Waterloo ubicada en la provincia del Brabante valón a unos 20 km al sur de Bruselas.
El Tribunal Supremo admitió a trámite el martes 31 de octubre de 2017, la querella presentada por la Fiscalía por rebelión, sedición y malversación contra cinco exmiembros de la Mesa del Parlamento, Carme Forcadell (expresidenta del Parlamento), Lluís Corominas, Anna Simó, Lluís Guinó, Ramona Barrufet, y contra el secretario Joan Josep Nuet, por participar en el denominado procés y la declaración unilateral de independencia, a través de un procedimiento de urgencia que fue declarado nulo por el Tribunal Constitucional, vulnerando en dicho acto los derechos de participación de los partidos políticos de la oposición y falseando la publicación de dicho Proyecto, ya que el secretario general del Parlamento se negó a tramitarlo por inconstitucional. El Supremo (TS), ha designado como instructor de la misma al magistrado Pablo Llarena, que citó a los querellados para tomarles declaración los días 2 y 3 de noviembre de 2017.

El Gobierno español, con la legitimidad que le otorga el artículo 155 y para restablecer la normalidad en cuanto hubiese un gobierno constitucional, convocó nuevas elecciones que tuvieron lugar en diciembre de 2017, siendo el partido Ciudadanos el más votado, si bien los grupos independentistas consiguieron mayoría parlamentaria.

#### Composiciones históricas

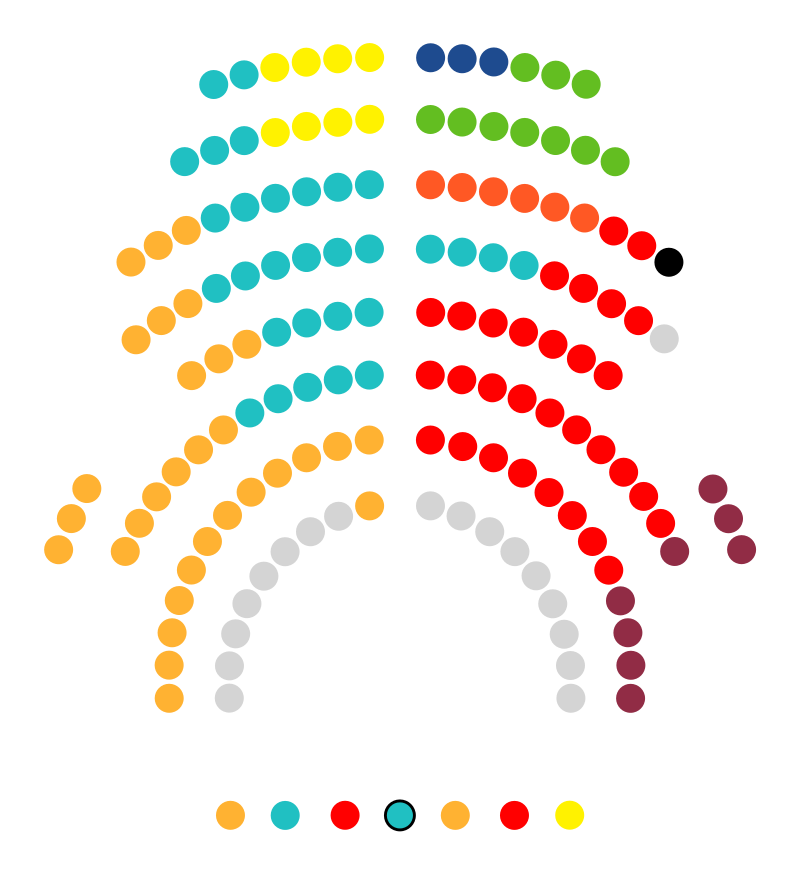
2021-2024
2024-act.

## Posición estatutaria

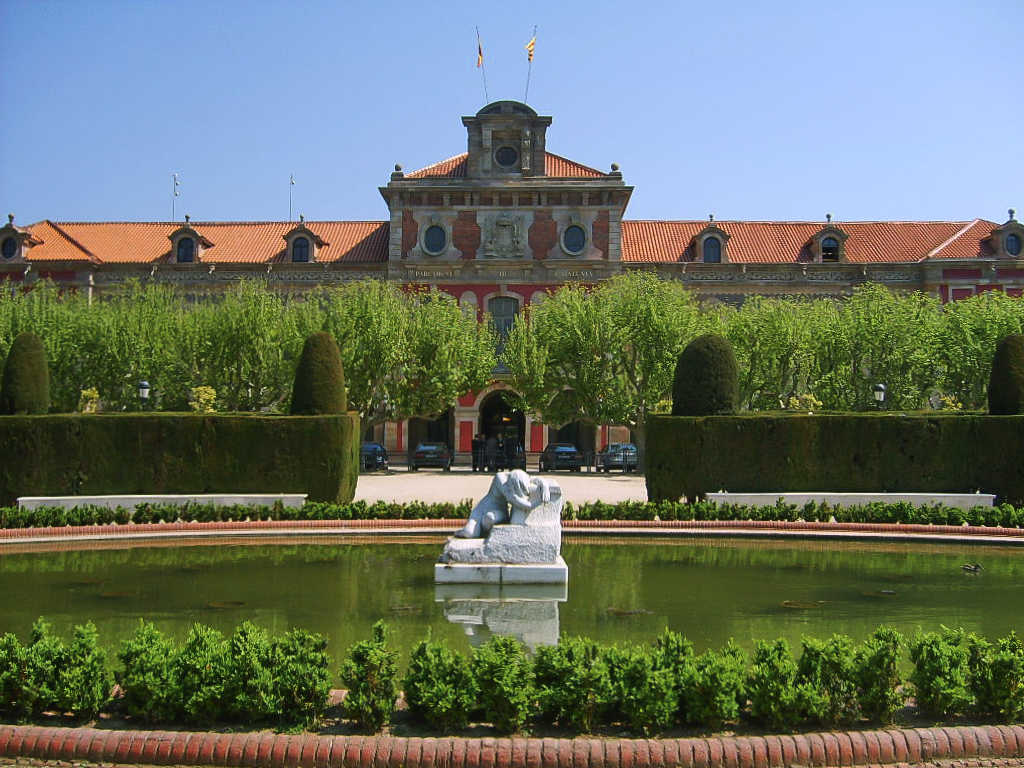
Vista completa desde el exterior

### Asignación de escaños
De acuerdo con la Norma segunda de la Cuarta Disposición Transitoria de la Ley Orgánica 4/1979, de 18 de diciembre, de Estatuto de Autonomía de Cataluña, el Parlamento de Cataluña está compuesto por 135 diputados. Estos son elegidos por las cuatro circunscripciones electorales catalanas que, a su vez, corresponde con las cuatro provincias de la comunidad autónoma. Cada una de ellas elige a un número diferente de diputados:
- Provincia de Barcelona: 85 diputados.
- Provincia de Gerona: 17 diputados.
- Provincia de Lérida: 15 diputados.
- Provincia de Tarragona: 18 diputados.

El mandato de los diputados termina cuatro años después de su elección o el día de la disolución de la Cámara, cuyo derecho corresponde al presidente de la Generalidad de Cataluña, según queda establecido en el Estatuto de Autonomía: el presidente de la Generalidad, quince días antes de la finalización de la legislatura, debe convocar las elecciones, que deben tener lugar entre cuarenta y sesenta días después de la convocatoria.

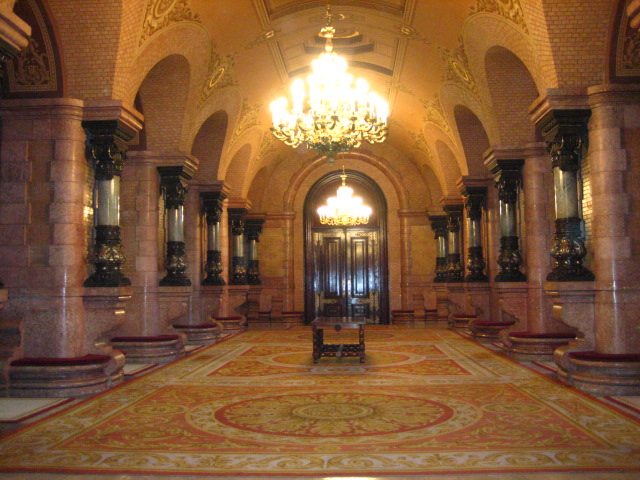
Salón de pasos perdidos que termina ante el despacho presidencial

### Funciones de la Cámara
Según los artículos 55 y 61 del Estatuto de Autonomía de Cataluña, las funciones del Parlamento de Cataluña son las siguientes:
1. Aprobar los presupuestos de la Generalidad de Cataluña.
2. Controlar e impulsar la acción política y de gobierno.
3. Designar a los Senadores que representan a la Generalidad en el Senado. La designación debe realizarse en una convocatoria específica y de forma proporcional al número de Diputados de cada grupo parlamentario.
4. Elaborar proposiciones de ley para su presentación a la Mesa del Congreso de los Diputados y nombrar a los Diputados del Parlamento encargados de su defensa.
5. Solicitar al Gobierno de España la adopción de proyectos de ley.
6. Solicitar al Estado la transferencia o delegación de competencias y la atribución de facultades en el marco del artículo 150 de la Constitución.
7. Interponer el recurso de inconstitucionalidad y personarse ante el Tribunal Constitucional en otros procesos constitucionales, de acuerdo con lo que establezca la Ley orgánica del Tribunal Constitucional.
8. Las demás funciones que le atribuyen el presente Estatuto y las leyes.

## Presidente del Parlamento de Cataluña

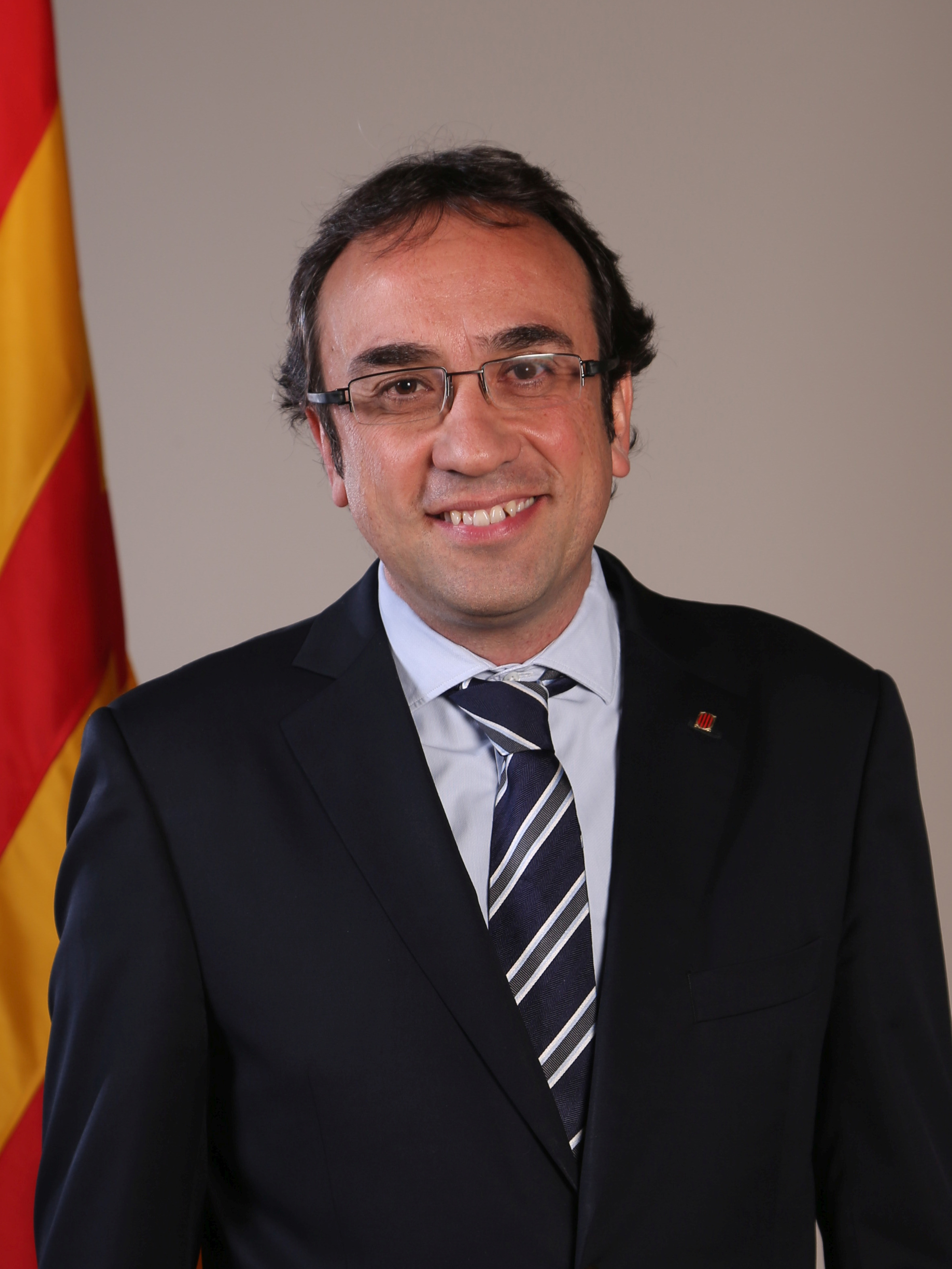
Josep Rull, actual presidente del Parlamento de Cataluña

El presidente del Parlamento de Cataluña ostenta la representación de la cámara, establece y mantiene el orden de las discusiones y dirige los debates con imparcialidad y atento al respeto debido al Parlamento, cumple y hace cumplir el reglamento y ejerce todas las demás funciones que le confieren el Estatuto de Autonomía de Cataluña, las leyes y el reglamento.
Los diputados eligen entre ellos al presidente del Parlamento de Cataluña. Cada diputado escribe un nombre en su papeleta de voto, y se elige a quien consiga la mayoría absoluta (actualmente 68 votos). Si nadie logra esta mayoría en la primera votación, se realiza una segunda ronda entre los dos diputados con más votos, resultando ganador el que obtenga más apoyos. Si hay un empate, se repite la votación, y si después de cuatro rondas sigue el empate, se considera elegido el candidato o candidata del grupo parlamentario con más diputados
En la XIV Legislatura, el actual Presidente del Parlamento es Josep Rull. Desde la reinstauración del Parlamento de Cataluña en el año 1980 ha habido varios presidentes en el Parlamento de Cataluña, los cuales pueden verse a continuación:
| Legislatura      | Presidente/a              | Presidente/a                   | Partido | Inicio de mandato       | Fin de mandato           | Circunscripción |
| ---------------- | ------------------------- | ------------------------------ | ------- | ----------------------- | ------------------------ | --------------- |
| I legislatura    |                           | Heribert Barrera i Costa       | ERC     | 10 de abril de 1980     | 17 de mayo de 1984       | Barcelona       |
| II legislatura   |                           | Miquel Coll Alentorn           | UDC     | 17 de mayo de 1984      | 16 de junio de 1988      | Barcelona       |
| III legislatura  | Joaquim Xicoy i Bassegoda | 16 de junio de 1988            | UDC     | 30 de noviembre de 1995 | Barcelona                |                 |
| IV legislatura   | Joaquim Xicoy i Bassegoda | 16 de junio de 1988            | UDC     | 30 de noviembre de 1995 | Barcelona                |                 |
| V legislatura    |                           | Joan Reventós i Carner         | PSC     | 30 de noviembre de 1995 | 5 de noviembre de 1999   | Barcelona       |
| VI legislatura   |                           | Joan Rigol Roig                | UDC     | 5 de noviembre de 1999  | 23 de septiembre de 2003 | Barcelona       |
| VII legislatura  |                           | Ernest Benach i Pascual        | ERC     | 5 de diciembre de 2003  | 16 de diciembre de 2010  | Barcelona       |
| VIII legislatura |                           | Ernest Benach i Pascual        | ERC     | 5 de diciembre de 2003  | 16 de diciembre de 2010  | Barcelona       |
| IX legislatura   |                           | Núria de Gispert Català        | UDC     | 16 de diciembre de 2010 | 26 de octubre de 2015    | Barcelona       |
| X legislatura    |                           | Núria de Gispert Català        | UDC     | 16 de diciembre de 2010 | 26 de octubre de 2015    | Barcelona       |
| XI legislatura   |                           | Maria Carme Forcadell Lluís    | ERC     | 26 de octubre de 2015   | 17 de enero de 2018      | Barcelona       |
| XII legislatura  | Roger Torrent i Ramió     | 17 de enero de 2018            | ERC     | 12 de marzo de 2021     | Gerona                   |                 |
| XIII legislatura |                           | Laura Borràs i Castanyer       | Junts   | 12 de marzo de 2021     | 28 de julio de 2022      | Barcelona       |
| XIII legislatura |                           | Alba Vergés i Bosch (interina) | ERC     | 28 de julio de 2022     | 9 de junio de 2023       | Barcelona       |
| XIII legislatura |                           | Anna Erra i Solà               | Junts   | 9 de junio de 2023      | 10 de junio de 2024      | Barcelona       |
| XIV Legislatura  | Josep Rull i Andreu       | 10 de junio de 2024            | Junts   | En el cargo             | Barcelona                |                 |

## Composición del Parlamento en la XIV legislatura

### Resultado electoral
En las elecciones al Parlamento de Cataluña de 2024, celebradas el domingo 12 de mayo, el Partido de los Socialistas de Cataluña ganó las elecciones, quedando Junts+Carles Puigdemont per Catalunya en segundo lugar, en segundo lugar, Esquerra Republicana de Catalunya en tercer lugar, el Partido Popular de Cataluña en cuarto lugar, Vox en quinto lugar, Comuns Sumar en sexto lugar, la Candidatura de Unidad Popular en séptimo lugar y Aliança Catalana en octavo lugar. El dato más destacable de la jornada electoral fue el brutal crecimiento del Partido Popular catalán, que quintuplicó sus escaños con respecto a la anterior convocatoria, pasando de tener tres a quince diputados y fue el partido que más creció en estas elecciones, quedando en cuarto lugar. Vox, por su parte, quedó desplaza a la quinta fuerza con los mismos once diputados conseguidos en 2021. Además, el partido de ultraderecha independentista Aliança Catalana, conocido por su discurso xenófobo, entró con dos diputados, y Ciudadanos desapareció del panorama catalán, quedando adelantado en votos por PACMA. De este modo, los resultados en las elecciones fueron los siguientes:
| Elecciones al Parlamento de Cataluña de 2024 |                                                |                     |         |         |           |             |
| Candidaturas                                 | Candidaturas                                   | Candidato           | Votos   | Votos   | Diputados | Diputados   |
|                                              | Partido de los Socialistas de Cataluña         | Salvador Illa       | 872 959 | 27,96 % | 42        | 9           |
|                                              | Junts+Carles Puigdemont per Catalunya          | Carles Puigdemont   | 674 896 | 21,61 % | 35        | 3           |
|                                              | Esquerra Republicana de Catalunya              | Pere Aragonès       | 427 135 | 13,68 % | 20        | 13          |
|                                              | Partit Popular/Partido Popular                 | Alejandro Fernández | 342 584 | 10,97 % | 15        | 12          |
|                                              | Vox                                            | Ignacio Garriga     | 248 554 | 7,96 %  | 11        | Sin cambios |
|                                              | Comuns Sumar                                   | Jéssica Albiach     | 181 795 | 5,82 %  | 6         | 2           |
|                                              | Candidatura d'Unitat Popular-Defensem la Terra | Laia Estrada        | 127 850 | 4,09 %  | 4         | 5           |
|                                              | Aliança Catalana                               | Sílvia Orriols      | 118 302 | 3,78 %  | 2         | 2           |
|                                              | Ciutadans-Partido de la Ciudadanía             | Carlos Carrizosa    | 22.947  | 0,72%   | 0         | 6           |
| Fuente: Generalidad de Cataluña              |                                                |                     |         |         |           |             |

### Órganos del Parlamento en la XIII legislatura

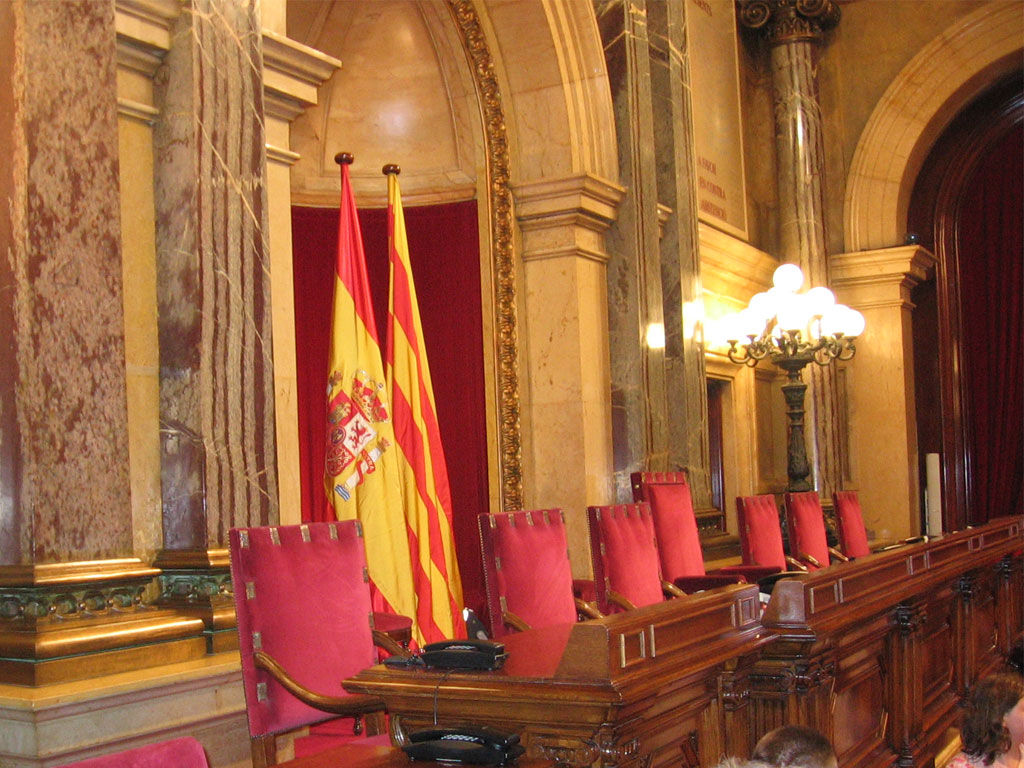
Mesa del Parlamento de Cataluña

#### La Mesa
| Cargo                          | Titular                   | Lista  |
| ------------------------------ | ------------------------- | ------ |
| Presidente                     | Josep Rull i Andreu       | Junts+ |
| Vicepresidenta primera         | Raquel Sans Guerra        | ERC    |
| Vicepresidente segundo         | David Pérez Ibáñez        | PSC    |
| Secretario primero             | Glòria Freixa i Vilardell | Junts+ |
| Secretario segundo             | Juli Fernández Olivares   | ERC    |
| Secretaria tercera             | Rosa Maria Ibarra Ollé    | PSC    |
| Secretaria cuarta              | Judit Alcalá González     | PSC    |
| Fuente: Parlamento de Cataluña |                           |        |

#### Grupos parlamentarios
| Grupo parlamentario            | Grupo parlamentario               | Grupo parlamentario               | Integrantes                            | Portavoz       | Líder               | Escaños |
| ------------------------------ | --------------------------------- | --------------------------------- | -------------------------------------- | -------------- | ------------------- | ------- |
|                                | Socialistes i Units per Avançar   | Socialistes i Units per Avançar   | Partido de los Socialistas de Cataluña | Elena Díaz     | Ferran Pedret       | 42      |
|                                | Junts                             | Junts                             | Junts+Carles Puigdemont per Catalunya  | Mònica Sales   | Albert Batet        | 35      |
|                                | Esquerra Republicana de Catalunya | Esquerra Republicana de Catalunya | Esquerra Republicana de Catalunya      | Marta Vilalta  | Josep Maria Jové    | 20      |
|                                | Partit Popular de Catalunya       | Partit Popular de Catalunya       | Partido Popular de Cataluña            | Juan Fernández | Alejandro Fernández | 15      |
|                                | VOX en Cataluña                   | VOX en Cataluña                   | Vox                                    | Joan Garriga   | Ignacio Garriga     | 11      |
|                                | Comuns                            | Comuns                            | Comuns Sumar                           | David Cid      | Jéssica Albiach     | 6       |
|                                | Candidatura d'Unitat Popular-DT   | Candidatura d'Unitat Popular-DT   | Candidatura de Unidad Popular          | Dani Cornellà  | Laia Estrada        | 4       |
|                                | Mixto                             | Mixto                             | Aliança Catalana                       | Sílvia Orriols | Sílvia Orriols      | 2       |
| Fuente: Parlamento de Cataluña |                                   |                                   |                                        |                |                     |         |

#### La Junta de Portavoces
Los portavoces de cada grupo parlamentario, junto con el presidente o presidenta del Parlamento, uno o una de los secretarios y el secretario o secretaria general, o el letrado o letrada que eventualmente lo sustituya, forman la Junta de Portavoces, las funciones más importantes de la cual son establecer los criterios que contribuyan a ordenar y a facilitar las tareas y los debates del Parlamento y decidir la comisión competente para estudiar los proyectos y las proposiciones de ley o para tramitar las diversas iniciativas. También pueden tomar parte el resto de los miembros de la Mesa, una persona en representación del Gobierno y, acompañando el portavoz o la portavoz o quien lo sustituya, un miembro más por cada grupo parlamentario.
La composición actual de la Junta de Portavoces del Parlamento de Cataluña es la siguiente:
| Cargo                          | Cargo                                                        | Titular                   | Lista            |
| ------------------------------ | ------------------------------------------------------------ | ------------------------- | ---------------- |
| Presidente                     | Presidente                                                   | Josep Rull i Andreu       | Junts+           |
| Vicepresidenta primera         | Vicepresidenta primera                                       | Raquel Sans Guerra        | ERC              |
| Vicepresidente segundo         | Vicepresidente segundo                                       | David Pérez Ibáñez        | PSC              |
| Secretario primero             | Secretario primero                                           | Glòria Freixa i Vilardell | Junts+           |
| Secretario segundo             | Secretario segundo                                           | Juli Fernández Olivares   | ERC              |
| Secretaria tercera             | Secretaria tercera                                           | Rosa Maria Ibarra Ollé    | PSC              |
| Secretaria cuarta              | Secretaria cuarta                                            | Judit Alcalá González     | PSC              |
| Portavoces titulares           |                                                              |                           |                  |
|                                | Portavoz del GP Socialistes y Units per Avançar              | Alícia Romero Llano       | PSC              |
|                                | Portavoz del GP de Junts                                     | Mònica Sales de la Cruz   | Junts+           |
|                                | Portavoz del GP de Esquerra Republicana de Catalunya         | Marta Vilalta i Torres    | ERC              |
|                                | Portavoz del GP Partit Popular de Catalunya                  | Juan Fernández Benítez    | PPC              |
|                                | Portavoz del GP de VOX en Cataluña                           | Joan Garriga Doménech     | Vox              |
|                                | Portavoz del GP de Comuns                                    | David Cid Colomer         | Comuns Sumar     |
|                                | Portavoz del GP de la CUP-Defensem la Terra                  | Dani Cornellà Detrell     | CUP-DT           |
|                                | Portavoz del GP Mixto                                        | Sílvia Orriols i Serra    | Aliança Catalana |
| Portavoces adjuntos            |                                                              |                           |                  |
|                                | Portavoz adjunto del GP Socialistes y Units per Avançar      | Raúl Moreno Montaña       | PSC              |
|                                | Portavoz adjunta del GP de Junts                             | Jeannine Abella i Chica   | Junts+           |
|                                | Portavoz adjunto del GP de Esquerra Republicana de Catalunya | Jordi Albert i Caballero  | ERC              |
|                                | Portavoz adjunta del GP Partit Popular de Catalunya          | Lorena Roldán Suárez      | PPC              |
|                                | Portavoz adjunto del GP de VOX en Cataluña                   | Sergio Macián de Greef    | Vox              |
|                                | Portavoz adjunta del GP de Comuns                            | Susanna Segovia Sánchez   | Comuns Sumar     |
|                                | Portavoz adjunta del GP de la CUP-Defensem la Terra          | Laura Fernández Vega      | CUP-DT           |
| Fuente: Parlamento de Cataluña |                                                              |                           |                  |

#### Las comisiones
Las comisiones son grupos reducidos de diputados que reproducen proporcionalmente la distribución de grupos parlamentarios del Pleno y se especializan en alguna de las materias de que trata la cámara. En ellas se realiza gran parte del trabajo parlamentario. Las comisiones que constituye el Parlamento pueden ser legislativas o específicas.
Son comisiones legislativas las que crea el Pleno de la cámara con este carácter y la Comisión de Reglamento, que elabora y reforma el Reglamento del Parlamento. El Pleno del Parlamento, dentro de la semana siguiente a la investidura del presidente o presidenta de la Generalidad, acuerda por mayoría absoluta, a propuesta de la Mesa y de la Junta de Portavoces, el número y el ámbito de las comisiones legislativas.
Las comisiones preparan la discusión en el Pleno de los proyectos y proposiciones de ley que les corresponden por razón de la materia, reciben información de los miembros del Gobierno de la Generalidad, o consejeros, sobre su gestión y pueden aprobar resoluciones y citar a los respectivos consejeros al objeto de su control político y de fiscalización de su actuación administrativa.
Son comisiones específicas las que tienen una función concreta o bien el cometido de relacionarse con determinadas instituciones o entidades públicas. Existen tres tipos de comisiones: las creadas por el Reglamento, las creadas por ley y las creadas por el Pleno (que pueden ser de estudio, de investigación o de seguimiento). Las comisiones de estudio, de investigación y de seguimiento analizan asuntos que afectan a la sociedad, investigan los asuntos de interés público que sean competencia de la Generalidad y controlan específicamente determinadas actuaciones y políticas públicas del Gobierno.
| Comisiones del Parlamento de Cataluña        |             |                            |                                 |                                                                             |
| Comisión                                     | Presidencia | Presidencia                | Vicepresidencia                 | Secretaría                                                                  |
| Comisiones legislativas                      |             |                            |                                 |                                                                             |
| Asuntos Institucionales                      |             | David Saldoni i de Tena    | Gisela Navarro Fuster           | Laura Vilagrà i Pons                                                        |
| Empresa y Trabajo                            |             | Jaume Giró i Ribas         | Lídia Ferré Ferré               | Laura Fernández Vega                                                        |
| Investigación y Universidades                |             | Pere Lluís Huguet Tous     | Tània Verge Mestre              | Núria Navarro Hurtado                                                       |
| Salud                                        |             | Carles Campuzano i Canadés | Ernesto Carrión Sablich         | Maite Selva i Huertas                                                       |
| Cultura                                      |             | Joan Ignasi Elena Garcia   | Carme Renedo i Puig             | Ernesto Carrión Sablich                                                     |
| Agricultura, Ganadería, Pesca y Alimentación |             | Joaquim Paladella Curto    | Josep Vidal Bringué             | Irene Negre i Estorach                                                      |
| Reglamento                                   |             | Josep Rull i Andreu        | 1.ª Raquel Sans 2.º David Pérez | 1.ª Glòria Freixa 2.º Juli Fernàndez 3.ª Rosa Maria Ibarra 4.ª Judit Alcalá |
| Unión Europea y Acción Exterior              |             | Neus Comes Pon             | Anna Navarro i Descals          | Ana Balsera i Marín                                                         |
| Educación y Formación Profesional            |             | Eva García Rodríguez       | Sònia Martínez i Juli           | Mar Besses Casanovas                                                        |
| Interior y Seguridad Pública                 |             | Ester Capella i Farré      | Mario García Gómez              | Mercè Esteve i Pi                                                           |
| Transición Ecológica                         |             | Cristòfol Gimeno Iglesias  | Dani Cornellà Detrell           | Ignasi Prat i Sarri                                                         |
| Derechos Sociales e Inclusión                |             | Noemí Nieto i Fumanal      | Jordi Viñas i Xifra             | Guillem Mateo Sellas                                                        |
| Política Lingüística                         |             | Anna Feliu i Moragues      | Guillem Sánchez Prat            | Maria Pilar Castillejo Medina                                               |
| Economía y Finanzas                          |             | Guillem Mateo Sellas       | Joan Canadell i Bruguera        | Raquel Sans Guerra                                                          |
| Deportes                                     |             | Lluís Mijoler Martínez     | Manuel Reyes López              | Mónica Ríos García                                                          |
| Igualdad y Feminismo                         |             | Sabrin Araibi Marachi      | Ennatu Domingo i Soler          | Lorena Roldán Suárez                                                        |
| Territorio y Vivienda                        |             | Joaquim Calatayud Casals   | Albert Salvadó Fernàndez        | Francesc Jesús Becerra Ramírez                                              |
| Justicia y Calidad Democrática               |             | Andrés Garcia Berrio       | Francesc de Dalmases i Thió     | Antoni Poyato Rodríguez                                                     |
| Comisiones creadas por el Reglamento         |             |                            |                                 |                                                                             |
| Estatuto de los Diputados                    |             | Judith Toronjo i Nofuentes | Vacante                         | Jordi Albert i Caballero                                                    |
| Peticiones                                   |             | Ennatu Domingo i Soler     | Andrea Zapata Alfonso           | Jordi Viñas i Xifra                                                         |
| Materias Secretas y Reservadas               |             | Josep Rull i Andreu        | Vacante                         | Ramon Espadaler Parcerisas                                                  |
| Consolidación de Textos Normativos           |             | Natàlia Fabian Corbacho    | Joaquim Calatayud Casals        | Pere Lluís Huguet Tous                                                      |
| Comisiones creadas por ley                   |             |                            |                                 |                                                                             |
| Síndico de Agravios                          |             | Najat Driouech Ben Moussa  | Concepción Jiménez Cruz         | Anna Feliu i Moragues                                                       |
| Sindicatura de Cuentas                       |             | Jordi Riba Colom           | Montse Bergés i Saura           | Sònia Martínez i Juli                                                       |
| Control de la Actuación de la CCMA           |             | Beatriz Silva Gallardo     | Montse Ortiz i Martí            | Marta Vilalta i Torres                                                      |
| Comisiones de Seguimiento                    |             |                            |                                 |                                                                             |
| Políticas de Juventud                        |             | Hugo Manchón García        | Núria Navarro Hurtado           | Rosa Jové i Montañola                                                       |
| Infancia                                     |             | Maite Selva i Huertas      | Lorena Roldán Suárez            | Beatriz Silva Gallardo                                                      |

## Histórico de resultados y distribución de escaños
| - Partido de los Socialistas de Cataluña - Junts+Carles Puigdemont per Catalunya - Esquerra Republicana de Catalunya - Partido Popular de Cataluña - Vox - Comuns Sumar - Candidatura de Unidad Popular - Aliança Catalana | - En Comú Podem - Junts per Catalunya - Ciudadanos - Coalición Junts per Catalunya - Catalunya en Comú-Podem - Junts pel Sí - Catalunya Sí que es Pot - Convergència i Unió | - Iniciativa per Catalunya Verds - Solidaritat Catalana per la Independència - Alianza Popular - Centro Democrático y Social - Coalición Popular - Partido Socialista Unificado de Cataluña - Centristes de Catalunya-UCD - Partido Andalucista |

| 25 | 14 | 33 | 2 | 18 | 43 |

| 6 | 5 | 41 | 72 | 11 |

| 9 | 6 | 42 | 3 | 69 | 6 |

| 7 | 11 | 40 | 70 | 7 |

| 11 | 13 | 34 | 60 | 17 |

| 3 | 12 | 52 | 56 | 12 |

| 9 | 23 | 42 | 46 | 15 |

| 12 | 21 | 37 | 48 | 3 | 14 |

| 10 | 10 | 28 | 62 | 3 | 4 | 18 |

| 3 | 13 | 21 | 20 | 50 | 9 | 19 |

| 10 | 11 | 16 | 62 | 25 | 11 |

| 4 | 8 | 32 | 17 | 34 | 36 | 4 |

| 9 | 8 | 33 | 33 | 32 | 6 | 3 | 11 |

| 4 | 6 | 20 | 42 | 35 | 15 | 11 | 2 |

## Senadores designados por el Parlamento de Cataluña
Una de las funciones que desempeña el Parlamento de Cataluña es la designación de los senadores y senadoras que deben representar a Cataluña, conforme a lo previsto en la Constitución y en la forma que determine la Ley de Designación de Senadores en representación de Cataluña.
La designación de los senadores catalanes se produjo el día 22 de julio de 2024 en el Parlamento de Cataluña. Así, se han elegido a tres representantes del PSC, tres de Junts+, uno de ERC y uno del PPC. Por lo tanto, la lista de senadores designados por el Parlamento de Cataluña quedó de la siguiente forma:
| Partido político            | Partido político | Senadores             | Fecha inicio        |
| --------------------------- | ---------------- | --------------------- | ------------------- |
|                             | PSC-PSOE         | Antonio Poveda Zapata | 26 de julio de 2024 |
| Núria Marín Martínez        | PSC-PSOE         | 26 de julio de 2024   |                     |
| Alfonso García Rodríguez    | PSC-PSOE         | 26 de julio de 2024   |                     |
|                             | Junts+           | Eduardo Pujol Bonell  | 26 de julio de 2024 |
| Maria Teresa Pallarès Piqué | Junts+           | 26 de julio de 2024   |                     |
| Francesc Xavier Ten Costa   | Junts+           | 26 de julio de 2024   |                     |
|                             | ERC              | Laura Castel Fort     | 26 de julio de 2024 |
|                             | PPC              | Lorena Roldán Suárez  | 26 de julio de 2024 |

## Palacio del Parlamento
El Palacio del Parlamento de Cataluña (en catalán: Palau del Parlament de Catalunya) se encuentra en el parque de la Ciudadela, en Barcelona (España). Es la sede del Parlamento de Cataluña, una institución heredera de las antiguas Cortes Catalanas. El edificio fue construido como arsenal de la antigua fortaleza de la Ciudadela, obra de Jorge Próspero de Verboom realizada entre 1716 y 1748.